# Mário Manuel da Silva
Pour les articles homonymes, voir Mário Silva et Silva.
Mário Manuel da Silva  (né le 23 juillet 1961 à Madina do Boe) est un athlète portugais.

## Biographie
Mário Manuel da Silva se classe neuvième du 1 500 mètres lors des Jeux olympiques d'été de 1988 à Séoul. Deux ans plus tard, à Split, il remporte la médaille de bronze en 1 500 mètres aux Championnats d'Europe d'athlétisme. Da Silva décroche une nouvelle médaille de bronze aux Championnats du monde d'athlétisme en salle 1991 à Séville tandis qu'il termine sixième des Championnats du monde d'athlétisme 1991 de Tokyo. Le Portugais participe aussi aux Jeux olympiques d'été de 1992 à Barcelone, sans atteindre la finale.

## Palmarès
- Championnats du monde d'athlétisme en salle 1991 à Séville
  -  Médaille de bronze sur 1 500 m.

- Championnats d'Europe d'athlétisme 1990 à Split
  -  Médaille de bronze sur 1 500 m.